# ماير
ماير بلدة سورية تابعة لمحافظة حلب، تقع على بعد حوالي 20 كم شمال مدينة حلب على الطريق الدولية المؤدية إلى تركيا وتتبع إداريا لمنطقة اعزاز، وتقابل بلدتي نبل والزهراء.